# Палестинские евреи
Палестинские евреи — термин, используемый для обозначения еврейских жителей Палестины до образования современного государства Израиль.
Общим термином для еврейской общины Османской Палестины в XIX веке и Британской подмандатной Палестины (до создания государства Израиль) является «Ишув» («поселение»). Различают «Новый ишув», в основном состоящий из иммигрантов после Первой алии в 1881 году, а также «Старый ишув», ранее существовавшая еврейская община Палестины до Первой алии.
Помимо обращения к евреям, которые жили в Палестине в эпоху британского мандата, термин «палестинские евреи» также применялся к еврейским жителям Южной Сирии (к южной части Оттоманской провинции Сирии). Также есть научные примеры обращения к евреям в провинциях «Палестина Прима» и Палестина Секунда (IV—VII века н. э.) Византийской империи в поздней античности как «палестинские евреи».
После создания Израиля в 1948 году евреи подмандатной Палестины стали гражданами Израиля, а термин «палестинские евреи» в основном сменился на термин «израильские евреи».

## Европейские евреи
Европейские евреи обычно считались «восточными» людьми во многих европейских странах, как правило, ссылаясь на их родовое происхождение на Ближнем Востоке. Ярким примером этого является Иммануил Кант (прусский философ XVIII века), который ссылался на европейских евреев как «палестинцев, живущих среди нас».